# C.C.パイル
チャールズ・C・パイル(C.C.パイル)（1882年3月25日 - 1939年2月3日）は、アメリカンフットボールのスター選手の代理人を務め、1920年代から1930年代にかけて、アメリカのスポーツ界に大きな影響を与えた人物である。

## 来歴

### AFL設立
1925年、パイルはNFLシカゴ・ベアーズのRBレッド・グレンジと契約し、グレンジがスター選手となると、グレンジの保有権を盾に、ベアーズに多額の契約金とベアーズの保有権の3分の1をベアーズのオーナーに要求したが、拒否をされた。次にパイルは、グレンジの保有権が自分にあることをオーナー会議でオーナー達に示した上で、ニューヨークを本拠地とした新球団の保有権を認めるように主張し、それが認められない場合は自分で新リーグを設立すると主張した。ニューヨークにおけるフランチャイズはニューヨーク・ジャイアンツに対して排他的に認められていたことから、NFLはパイルの要求を拒否した。NFLはパイルの要求を拒否したものの、当時、グレンジの人気が非常に高く、グレンジが敵対リーグに所属することがNFLに財政的な打撃を与えることはNFLの共通認識であった。そこで、NFLはニューヨーク中心部ではなく、ニューヨーク郊外のブルックリンに本拠地を認める妥協案をパイルに提示したが、パイルはすでにヤンキー・スタジアムと賃貸契約を済ませていたので、パイルは妥協案を拒否し、新リーグのAFLⅠと自己がオーナーを務めるニューヨーク・ヤンキースを設立した。AFLⅠはグレンジ人気で観客動員を一定数確保したが、1年のみでリーグを解散した。
リーグの設立と共に設立したニューヨーク・ヤンキースは、グレンジの人気もあって、NFLへの参入が認められたが、グレンジが怪我をして、古巣ベアーズへと復帰し、チームもNFL参入後2年で解散した。

### テニス
1926年、パイルはアメリカやカナダを転戦する初のプロテニスツアーを開催するため、テニス選手のスザンヌ・ランランと契約した。

### アメリカ大陸横断レース
1928年、パイルは、ロサンゼルスからシカゴを通り、ニューヨークをゴールとする全長3455マイルのランニングレース・アメリカ大陸横断レースを開催した。1928年のレースは赤字であったが、1929年には復路も開催した。

### 死去
その後も1933年のシカゴ万国博覧会でイベントを主催するなど、興行主として活躍したが、1939年2月3日にロサンゼルスで心不全により死亡した。